# Dark Lotus
Dark Lotus est un supergroupe de hip-hop américain, originaire de Détroit, dans le Michigan. Le groupe signe en 2001 au label Psychopathic Records. Il regroupe actuellement cinq membres qui sont les rappeurs des groupes Insane Clown Posse (Violent J et Shaggy 2 Dope), Twiztid (Monoxide Child et Jamie Madrox) et Blaze Ya Dead Homie. Il est lié au concept de Dark Carnival.

## Biographie

### Débuts (1998–2000)
L'idée d'un supergroupe appelé Dark Lotus émerge en 1998, et est initialement une collaboration entre les groupes Twiztid et Insane Clown Posse (ICP). Les fans des deux groupes, appelés les Juggalos, se voient présenter l'album à venir comme « le plus brutal et sombre jamais réalisé. » La première chanson de Dark Lotus, à cette période un quartet, Echoside, est présente sur l'album The Amazing Jeckel Brothers d'Insane Clown Posse publié le 25 mai 1999,,. L'album atteint la quatrième place du classement Billboard 200.
Dark Lotus est annoncé comme ayant « six pétales », une métaphore signifiant que le groupe devrait compter six membres. L'artiste Blaze Ya Dead Homie se joint au groupe, mais quitte peu après le label Psychopathic Records. Le rappeur Esham semble pressenti pour le remplacer, mais Blaze Ya Dead Homie revient au label, et dans le supergroupe. Malgré les difficultés à fixer la formation du groupe, la chanson I Don't Care (1999) est enregistrée. Elle regroupe ICP et Twiztid mais pas Blaze Ya Dead Homie, et se trouve à l'origine sur un CD offert pour l'achat de la bande-dessinée numéro 2 (avril 2000) intitulée The Pendulum éditée par Chaos! Comics. La chanson est également disponible sur la compilation de Twiztid intitulée Cryptic Collection Volume 2 publié en 2002. Une nouvelle chanson intitulée Maniac Killa de Dark Lotus est enregistrée en 2000. Composée et produite par Shaggy 2 Dope, cette chanson est présente sur l'album de Twiztid intitulé Freek Show publié la même année ; à cette période, le groupe compte cinq membres à son actif dont le nouveau venu est Vampiro. Une « sixième pétale » est enfin trouvée lorsque Violent J intronise le rappeur Marz après la tournée Bizzar Bizaar Tour d'ICP.

### Tales From The Lotus Pod(2001–2002)
La formation en place, le groupe rejoint le studio en 2001 pour enregistrer leur premier album. Les chansons sont d'abord produites par Mike E. Clark et Twiztid, et la production est terminée par Fritz the Cat. Mike E. Clark se retire en parallèle du projet. Le premier album de Dark Lotus, intitulé Tales From The Lotus Pod, est publié le 17 juillet 2001 au label Psychopathic Records. L'album est un succès parmi les fans du genre, et atteint la 158e place du Billboard 200. L'album est tout d'abord vendu au festival The Gathering of the Juggalos de 2001, durant lequel Dark Lotus se produit pour la première fois sur scène. Les membres ont une croix blanche sur fond noir peinte sur le visage.
Malgré le bon accueil des Juggalos, des tensions internes se font sentir, et Marz quitte le groupe. Furieux, il met en téléchargement libre sur Internet une chanson intitulée The Real Dark Lotus. Une nouvelle version du premier album du groupe, Tales From The Lotus Pod, est publiée en 2002 dans laquelle les paroles de Marz sont remplacées par celles d'Anybody Killa, devenu le nouveau sixième membre. Dans la chanson Bitch I'm Sexy, Violent J lui dédie une phrase : Hey yo Marz, you never was Lotus and you know this, bitch ! (« Hey yo Marz, t'as jamais été des Lotus et tu le sais bien, connard ! »).

### Black RainetThe Opaque Brotherhood(2003–2008)
À l'édition de 2003 de The Gathering of the Juggalos, Dark Lotus se produit de nouveau sur scène. Un nouvel album est alors annoncé pour 2004 avec les mêmes membres qu'en 2002. Une chanson intitulée Graverobbers est diffusée sur la compilation Psychopathics From Outer Space Part. 2 en 2004. La chanson intitulée Shock and Awe (2004) se trouve sur la compilation Cryptic Collection Volume 3 de Twiztid. Dark Lotus publie son deuxième album intitulé Black Rain, est publié le 6 avril 2004, toujours au label Psychopathic Records. Il atteint la 71e place du Billboard 200 et la troisième des Top Independant Albums. Selon AllMusic, Black Rain était « l'un des albums de hip-hop les plus attendus de 2004. » En 2006, Anybody Killa quitte le label Psychopathic Records et Dark Lotus après la tournée du groupe en soutien à leur deuxième album, et n'est pas remplacé. Une nouvelle chanson intitulée Further Away, publiée en 2007, est présente sur la compilation Psychopathics From Outer Space Part. 3 qui regroupe ICP, Twiztid et Blaze Ya Dead Homie.
En l'absence d'Anybody Killa, Dark Lotus publie son troisième album intitulé The Opaque Brotherhood le 15 avril 2008 au label Psychopathic Records. En août 2008, une version Deluxe de l'album contient quatre chansons inédites : During An Eclipse, Hallucinations, Rejected et The Wheel In The Sky.

### The Mud, Water, Air, and Blood(2010–2017)
En 2010, Insane Clown Posse, Twiztid et Blaze Ya Dead Homie retravaillent avec DJ Clay la chanson Bitch I'm Sexy présente sur The Opaque Brotherhood pour la sortie de la mixtape Book of the Wicked : the Mixxtape Chapter Two de DJ Clay. Une partie des paroles se trouve ainsi modifiée[réf. nécessaire].
Un nouvel album est annoncé en 2013. Mais fin 2013, Twiztid annonce son départ de Psychopathic Records, suivi quelques semaines plus tard par Blaze Ya Dead Homie. Un titre du nouvel album est révélé dans le Hatchet News Herald du 5 juin 2014 : The Mud, Water, Air, and Blood[réf. nécessaire].
Psychopathic Records annonce que les cinq membres du supergroupe sont de retour. On[Qui ?] ignore dans un premier temps si d'autres membres sont tout de même sur l'album. Absent du troisième album, Anybody Killa n'est finalement pas réintégré au supergroupe. Il réalise un featuring sur la chanson Villainous. Les autres artistes de Psychopathic Records comme Boondox ou Big Hoodoo ne participent pas au projet. L'album est disponible le 23 juillet 2014 au quinzième Gathering of the Juggalos, et dans le monde entier le 29 juillet[réf. nécessaire].
En 2016, Dark Lotus est annoncé pour le Tales from the Lotus Pod. Le 19 janvier 2017, via une interview avec faygoluvers.net, Insane Clown Posse annonce avoir coupé les ponts avec Twiztid et Majik Ninja Entertainment, et que tous les artistes de Majik Ninja Entertainment ont été renvoyés du Juggalo Day Show de 2017 et qu'une nouvelel formation sera annoncée.

## Discographie

### Albums studio
- 2001 : Tales From The Lotus Pod
- 2004 : Black Rain
- 2008 : The Opaque Brotherhood
- 2008 : The Opaque Brotherhood Deluxe
- 2014 : The Mud, Water, Air, and Blood

### Singles
- Echo Side (1999) (ICP, The Amazing Jeckel Brothers, 1999)
- I Don't Care (1999) (Twiztid, Cryptic Collection Volume 2, 2001 ; chanson provenant de The Pendulum, 2000-2002, d'ICP) : ICP et Twiztid.
- Maniac Killa (2000) (Twiztid, FreakShow, 2000) : Twiztid, ICP, Blaze Ya Dead Homie et Vampiro. Production et scratching par Shaggy 2 Dope.
- Drunken Ninja Master (2001) (Twiztid, Cryptic Collection Volume 2, 2001) : Twiztid, ICP, Anybody Killa, Blaze Ya Dead Homie (Dark Lotus). Beat par Shaggy 2 Dope.
- Shock & Awe (2004) (Twiztid, Cryptic Collection Volume 3, 2004) : Anybody Killa, ICP, Twiztid et Blaze Ya Dead Homie.
- Graverobbers (2004) (Psychopathics From Outer Space Part. 2, 2004) : ICP, Twiztid, Blaze Ya Dead Homie et Anybody Killa.
- Further Away (2007) (Psychopathics From Outer Space Part. 3, 2007) : ICP, Twiztid et Blaze Ya Dead Homie.
- Bitch I'm Sexy (remix) (2001) (DJ Clay, Book Of The Wicked The Mixxtape Chapter Two, 2010) : Remix de la chanson de Dark Lotus extraite de Tales From The Lotus Pod (2001) par DJ Clay avec de nouvelles paroles (ICP, Twiztid et Blaze Ya Dead Homie).
- Drunken Ninja Master (Fritz The Cat Mix) (2014) (Twiztid, For The Fam volume 2, 2014).
- Layaway  (2008) (Twiztid, For the Fam volume 2, 2014) : ICP, Twiztid et Blaze Ya Dead Homie. Chanson inédite datant de l'enregistrement de The Opaque Brotherhood.